# Tenores di Bitti « Mialinu Pira »
Tenores di Bitti « Mialinu Pira » est un groupe italien de musiques du monde, originaire de la Sardaigne. Leur style vocal Cantu a tenore est reconnu patrimoine culturel immatériel de l'humanité par l'UNESCO en 2005.

## Histoire

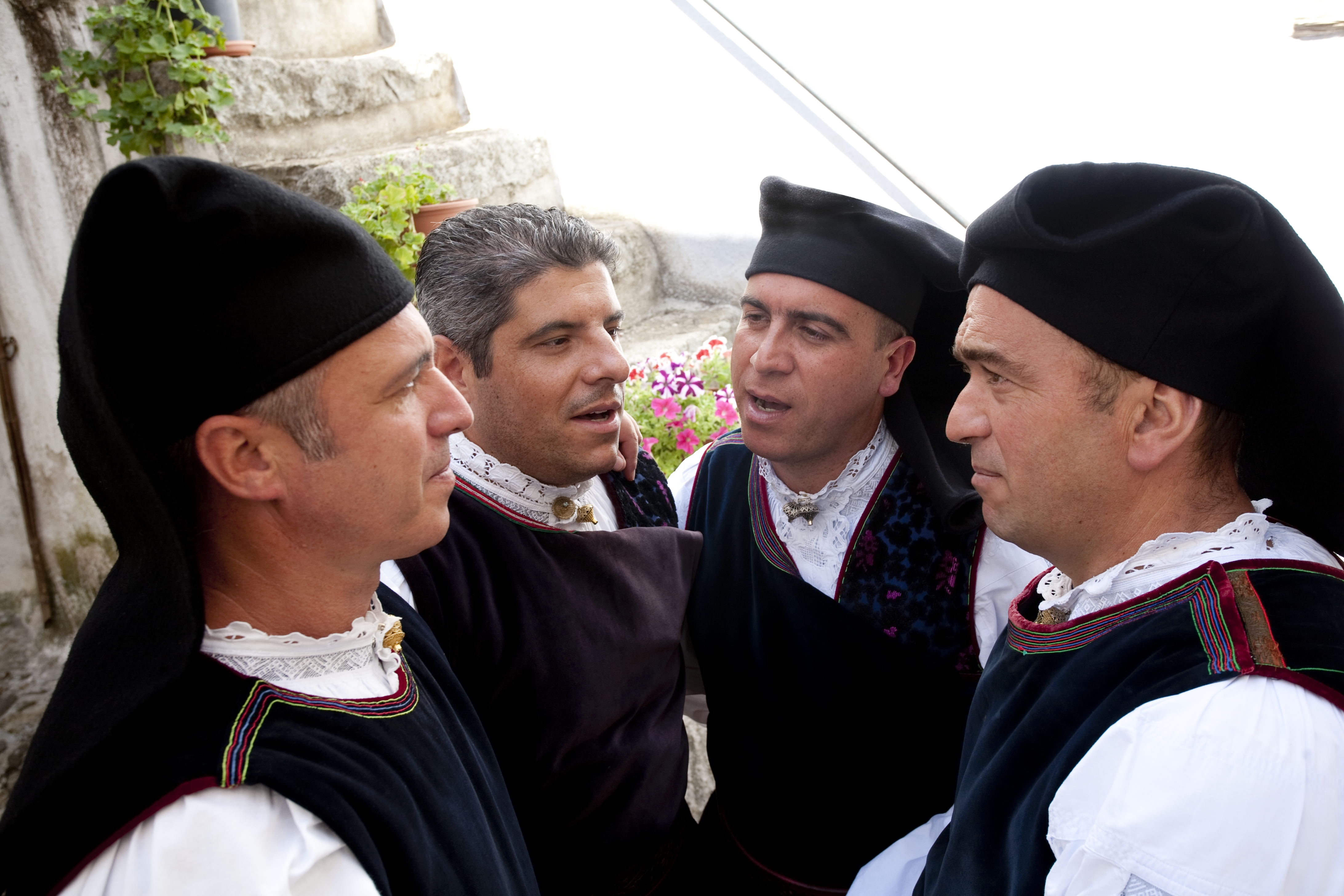
Tenores di Bitti « Mialinu Pira », groupe vocal a cappella de la Sardaigne en Italile.

La formation Tenores di Bitti « Mialinu Pira », qui tient son nom de l’écrivain Michelangelo « Mialinu » Pira de Bitti, est composée de quatre chanteurs sardes. Tous reçoivent une formation de chant traditionnel, après de longues années d’apprentissage et de préparation, ont commencé à réciter des anciennes mélodies sur des piazze, églises et théâtres en Italie et plus particulièrement en Sardaigne. L'un des moments forts de leur carrière fut certainement le concert de Noël pour le Pape Jean-Paul II en 2001, prestation diffusée par la télévision Canale 5. 
Les Tenores di Bitti ont de même pu établir une réputation à l’étranger dans toute l'Europe, en se produisant dans des pays divers comme les Émirats arabes unis, le Japon, le Brésil, ainsi qu'au Vatican, en Israël et en Palestine où ils ont chanté dans la Basilique de la Nativité de Bethléem en décembre 2009.
Malgré sa matrice traditionnelle, le Mialinu Pira s'engage sur la voie de l'innovation et de la transversalité, en collaborant avec des musiciens d'horizons divers à la création de nouvelles œuvres. Parmi les expériences les plus significatives, citons les collaborations avec le joueur de cornemuse asturien Hevia (connu pour le concert au Vatican), avec Tom Zè et l'Orchestre méditerranéen de São Paulo (Brésil), qui ont donné lieu à la publication d'un CD et d'un DVD, et la production de la bande sonore du film allemand Meine schöne Bescherung. Il a également collaboré avec la chanteuse serbe Bilja Krstić et la chanteuse et violoniste tchèque Iva Bittová. Le 10 mai 2009, il se produit dans le prestigieux Concertgebouw d'Amsterdam, l'une des plus importantes salles de concert au monde, et le 10 décembre de la même année dans l'église de la Nativité à Bethléem. Le 13 août 2012, ils chantent au festival Notte della Taranta. En 2014, le groupe apparaît comme protagoniste du docu-film Isole de Francesca Floris, dans lequel chaque membre se penche sur le sujet de son lien avec la Sardaigne et sur l'influence que cela a dans sa vie personnelle et dans son travail ; le groupe contribue également à la bande sonore, en interprétant la chanson Anghelos cantate.

## Membres
- Bachisio Pira - Oche e Mesu Oche
- Arcangelo Pittudu - Oche e Mesu Oche
- Omar Bandinu - Bassu
- Marco Serra - Contra

## Discographie
- 1998 : Su Monte ‘e Mesus
- 2003 : Tenores VOL. 1 (compilation)
- 2004 : Musica Sacra International[6]
- 2005 : Highlights of the 51st Cork International Choral Festival 2005[7]
- 2005 : Orchestra mediterranea
- 2007 : Bande-son du film Une avalanche de cadeaux
- 2013 : Cunzertos (registrazioni concerti live)